# قوی سیاه
قوی سیاه (نام علمی: Cygnus atratus)، پرنده‌ای بزرگ و آبزی از خانواده مرغابیان است که بیشتر در نواحی جنوب‌شرقی و جنوب‌غربی استرالیا زندگی می‌کند. این گونه به دلیل شکار بی‌رویه در نیوزلند منقرض شد، با این حال پس از معرفی دوباره به جمعیت آن در این کشور افزوده شد. قوهای سیاه در استرالیا مهاجرت می‌کنند و بسته به آب و هوا از منطقه‌ای در این قاره به منطقه دیگر می‌روند. این پرندگان همچون قوهای سفید تک‌همسر هستند و وظایف نگهداری از جوجه‌ها میان نر و ماده تقسیم می‌شود.

## ویژگی‌ها

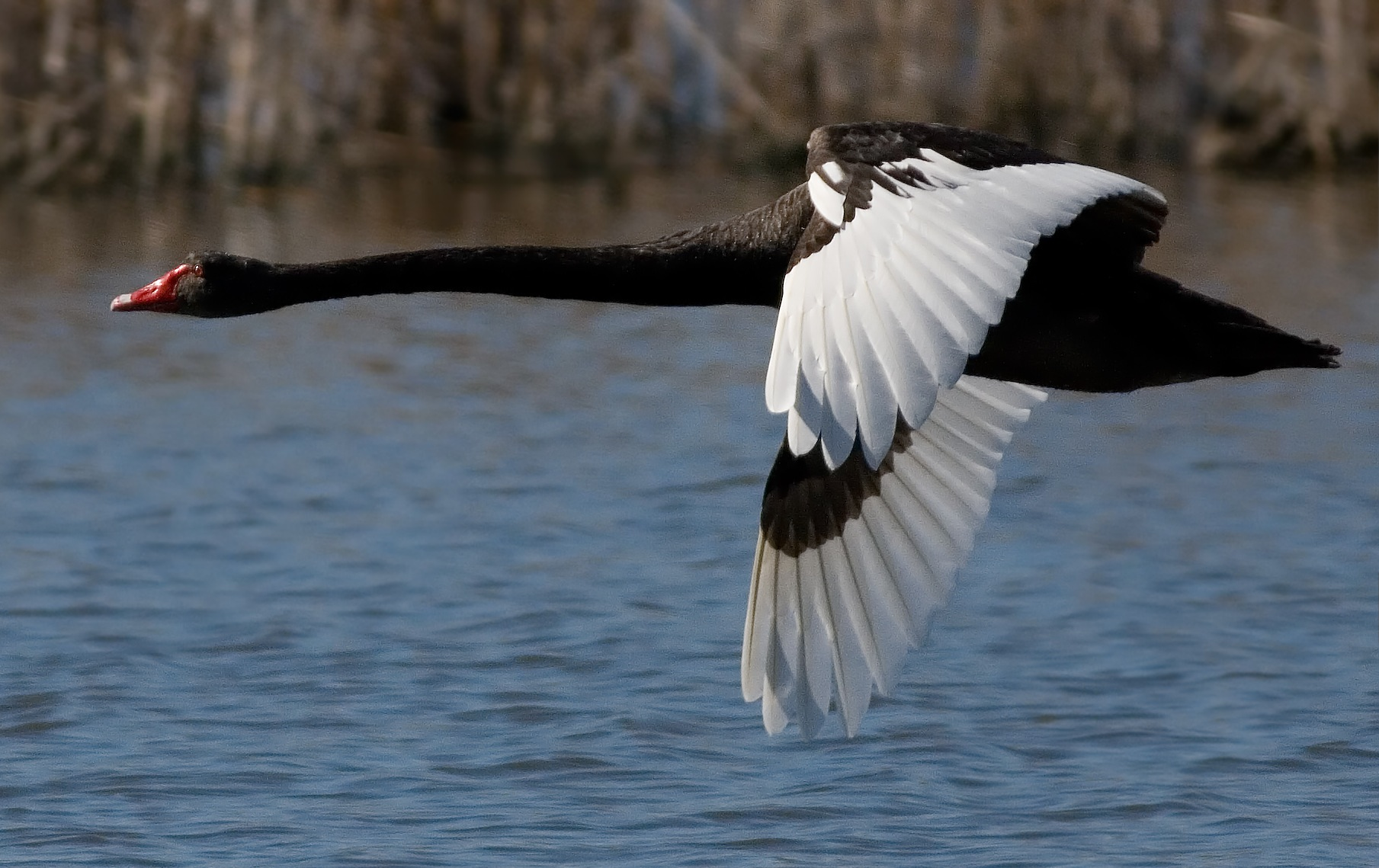
یک قوی سیاه در حال پرواز

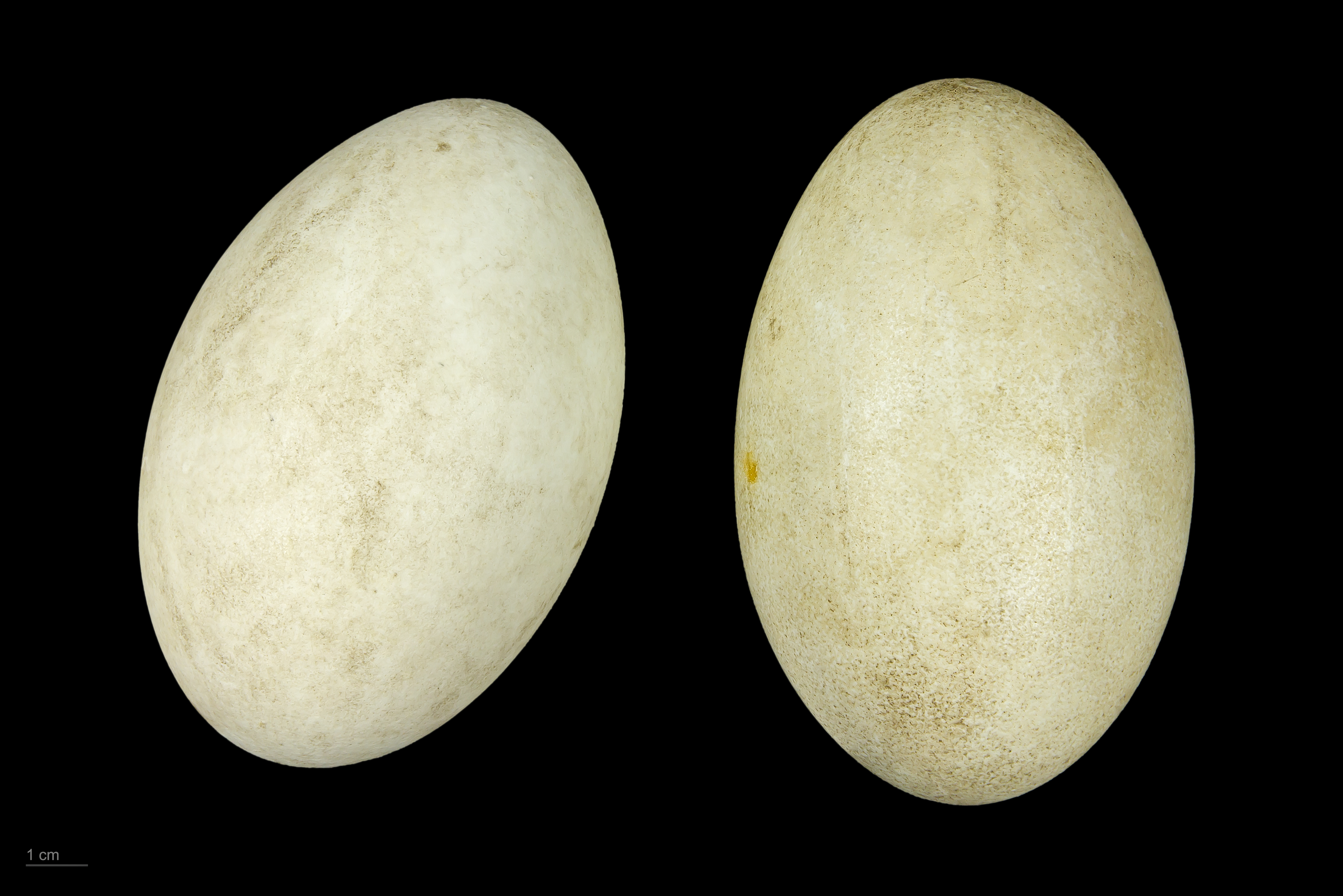
Cygnus atratus

یک قوی سیاه دارای پرهای سیاه بر روی بدن خود و پرهای سفید بلند برای پرواز است. نوک این پرنده قرمز رنگ با باریکه‌ای به رنگ سفید است. پاها نیز به رنگ سیاه خاکستری هستند. نرها معمولاً اندکی بزرگتر از ماده‌ها هستند و نوک بلندتر و صاف‌تری دارند. قوی سیاه بالغ طولی میان ۱۱۰ تا ۱۴۲ سانتی متر دارد و وزنش به ۹ کیلوگرم می‌رسد. طول بال‌های بازشده میان ۱٫۶ تا ۲ متر است. گردن این پرنده، که در میان همسانان خود بلندترین است، شکلی S مانند دارد.
صدای تولید شده توسط این پرنده موسیقایی است و آن را در هنگام پرواز یا بر روی آب تولید می‌کند. البته اگر هنگامی که بر روی تخم خود خوابیده است یا از جوجه‌های خود نگهداری می‌کند تهدید شود، توانایی تولید صدای خرخر تهدید کننده‌ای از گلو را نیز داراست.

## پراکندگی

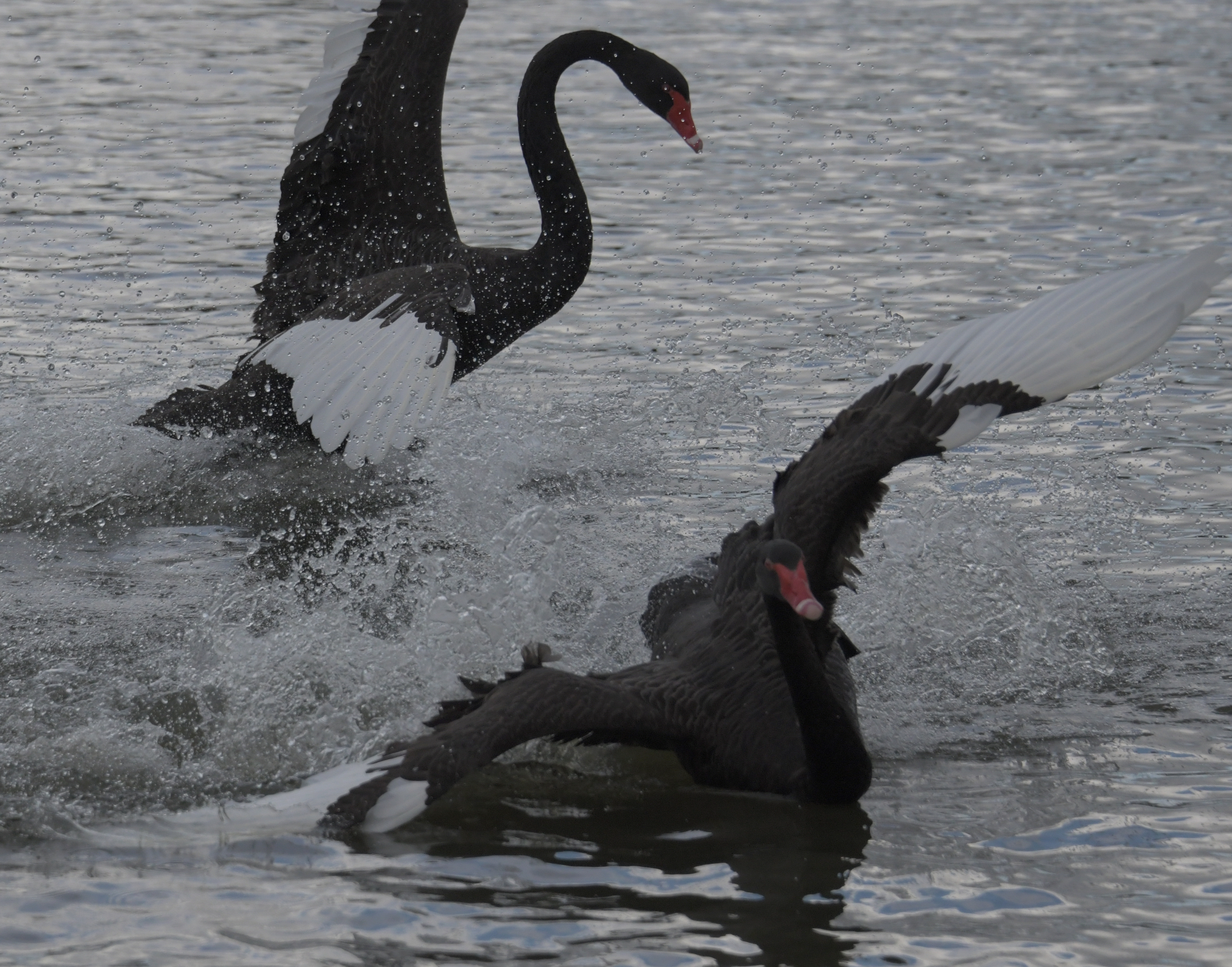
تصویری از دعوای 2 قوی سیاه

قوهای سیاه اغلب در مناطق آبخیزی جنوب غربی و شرقی استرالیا و نیز جزیره‌های کرانه‌ای دیده می‌شود. حوضه آبی ماری-دارلینگ جمعیت زیادی از این گونه را در خود جای می‌دهد. این پرنده در بخش‌های شمالی و نیز بخش‌های خشک مرکزی استرالیا دیده نمی‌شود.
در گذشته باور بر این بوده‌است که قوهای سیاه مهاجرت‌کننده نیستند، با این حال اکنون مشخص شده‌است که این گونه بسیار مهاجرت می‌کند. در رفتار مهاجرتی این پرنده الگوی ویژه‌ای دیده نمی‌شود و منطقه‌ای که در آن فرود می‌آیند بسته به شرایط بارانی یا خشکسالی دگرگون‌پذیر است. در سال‌های پرآب مهاجرت از مناطق جنوب شرقی و جنوب غربی به مناطق میانی قاره صورت می‌گیرد و در سال‌های خشک عکس آن.
قوهای سیاه به دلیل از دست دادن پرهای پرواز خود پس از تخم‌گذاری به مدت تقریبی یک ماه توانایی پرواز خود را از دست می‌دهند. در این هنگام ترجیح می‌دهند در پهنه‌های آبی گسترده و باز زندگی کنند.
تا سال ۱۸۶۴، گونه‌ای از قوهای سیاه بومی نیوزلند به دلیل شکار زیاد منقرض شده بودند که پس از معرفی دوباره قوهای سیاه به این منطقه در این سال، اندک اندک بر جمعیت آن‌ها در این منطقه افزوده شد.
به جر در قاره استرالیا، قوهای سیاه به عنوان گونه‌های معرفی شده در دیگر مناطق جهان نیز دیده می‌شوند؛ از جمله در انگلستان که جمعیت اندکی از آن‌ها در ناحیه دوون این کشور آنچنان از سوی جامعه محلی پشتیبانی می‌شوند که نماد شهر داولیش در این ناحیه به شکل این پرنده است.

## تغذیه

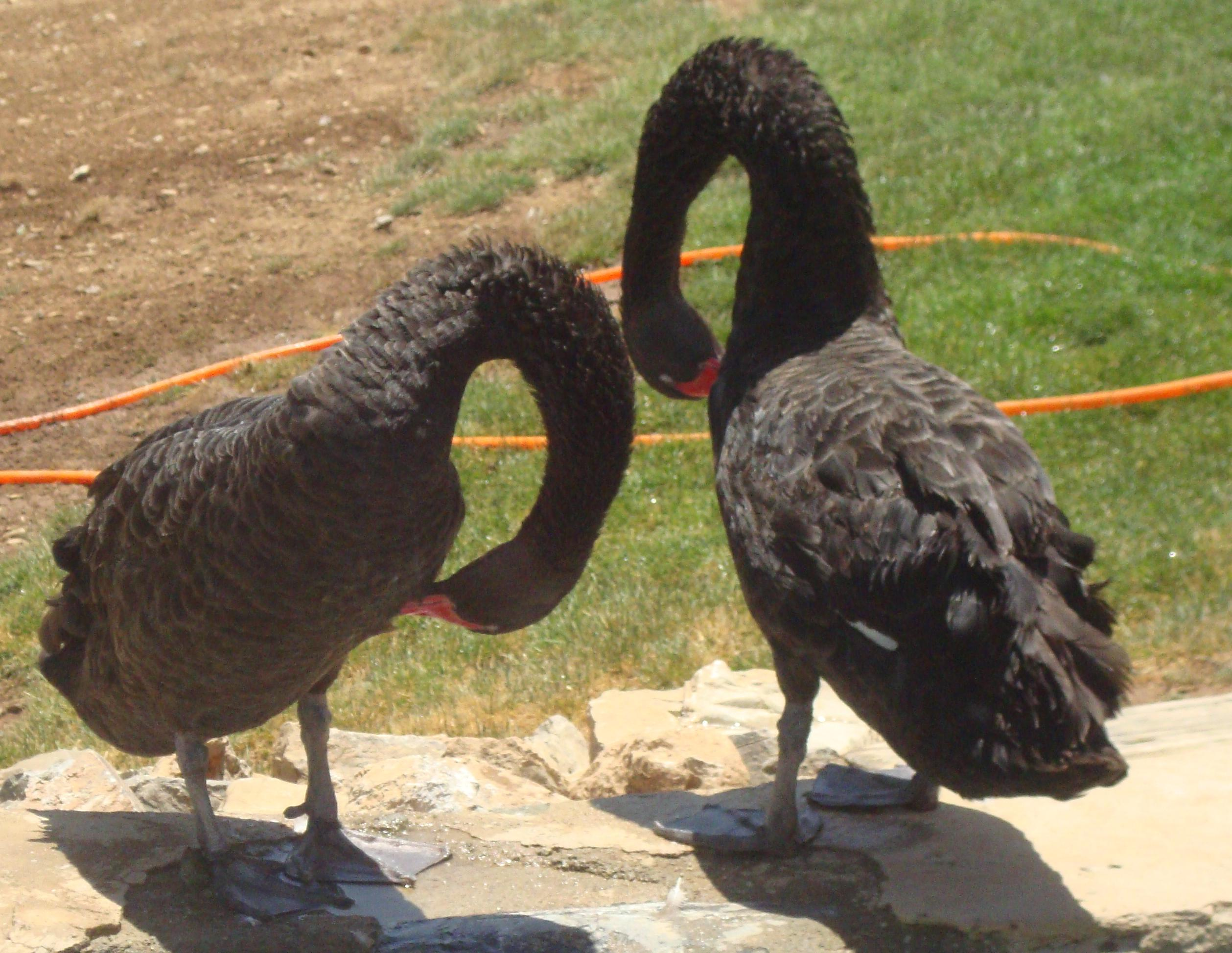
دو قوی سیاه در باغ‌وحش کرمانشاه

قوی سیاه به گونه کامل گیاهخوار است و غذایش شامل گیاهان زیر آب، از جمله انواع جلبک، می‌باشد؛ با این حال گاهی از کرم‌ها و حشرات کوچک نیز تغذیه می‌کند. برای این منظور سر خود را به درون آب برده و بدنش را عمود بر سطح آب نگه می‌دارد. پرنده در این حال می‌تواند با دراز کردن گردن خود، سر را تا یک متر زیر سطح آب ببرد. هنگام سیلاب، که دسترسی به غذای زیر آب دشوار می‌شود، این پرنده از علف‌های روییده بر کرانهٔ آب بهره می‌گیرد.

## باروری و تخم‌گذاری
قوی سیاه همانند دیگر قوهای همسان خود اغلب تک‌همسر است و میزان جدایی میان زوج‌ها پایین است. تخمین زده می‌شود که یک چهارم همهٔ زوج شدن‌ها میان زوج‌های همجنس، بیشتر نرها، اتفاق می‌افتد. این زوج‌ها برای جوجه‌دار شدن یا تخم‌دزدی می‌کنند یا به گونهٔ موقت با یک ماده گروهی سه تایی تشکیل می‌دهند و پس از آنکه ماده تخم‌گذاری کرد، او را از گروه بیرون می‌کنند.
در حالت کلی قوی سیاه در ماه‌های زمستانی مرطوب استرالیا (بهمن تا شهریور) تخم‌گذاری می‌کند. تخم‌ها در آشیانه‌ای بزرگ که از نی، تکه چوب و علف ساخته شده‌است گذاشته می‌شوند. از آشیانهٔ هر سال در سال بعد نیز بهره گرفته می‌شود و برای این منظور قوهای سیاه آشیانه‌های خود را بازسازی می‌کنند. یک قوی ماده هر بار میان ۴ تا ۸ تخم می‌گذارد و ۳۵ تا ۴۰ روز طول می‌کشد تا جوجه‌ها سر از تخم درآورند. هر دو سرپرست وظیفه نگهداری از تخم‌ها را بر دوش می‌گیرند و بر روی تخم‌ها می‌خوابند، ماده در شب و نر در هنگام روز.
همانند دیگر گونه‌های قو، قوهای سیاه به شدت از تخم‌ها و جوجه‌های خود پاسبانی می‌کنند و به مهاجمان با بال‌ها و نوک خود حمله می‌برند. میزان زمان نگهداری فرزندان توسط والدین در میان این گونه ۶ ماه است.

## در فرهنگ عامیانه

پرچم ایالت استرالیای غربی

قوی سیاه نماد فرهنگی مهمی در استرالیا است. این پرنده در نماد رسمی و پرچم ایالت استرالیای غربی دیده می‌شود. همچنین نقش معنوی مهمی در داستان‌های تاریخی بومیان استرالیا داراست.
در باله‌ی دریاچه قو، اثر چایکوفسکی آهنگساز نامدار روسی، این پرنده در شکل زنی اغواگر که به دنبال فریب شاهزاده سیگفرید است به تصویر کشیده شده‌است. در سال ۲۰۱۰ نیز فیلم قوی سیاه به کارگردانی دارن آرونوفسکی بر پایه این داستان ساخته شد.
نسیم طالب، نویسنده لبنانی، کتابی به نام قوی سیاه نوشته است. این کتاب به مدت ۱۷ هفته در لیست کتاب‌های پرفروش روزنامه نیویورک تایمز قرار داشت.